# Nathan Jones
Nathan Jones, född 21 augusti 1969 i Gold Coast, Queensland, är en australisk skådespelare.
Jones har bland annat medverkat i filmerna Asterix på olympiaden, Mad Max: Fury Road och Furiosa: A Mad Max Saga.

## Filmografi (i urval)
- 2008 – Asterix på olympiaden
- 2015 – Mad Max: Fury Road
- 2021 – Mortal Kombat
- 2024 – Furiosa: A Mad Max Saga